# 드레드노트

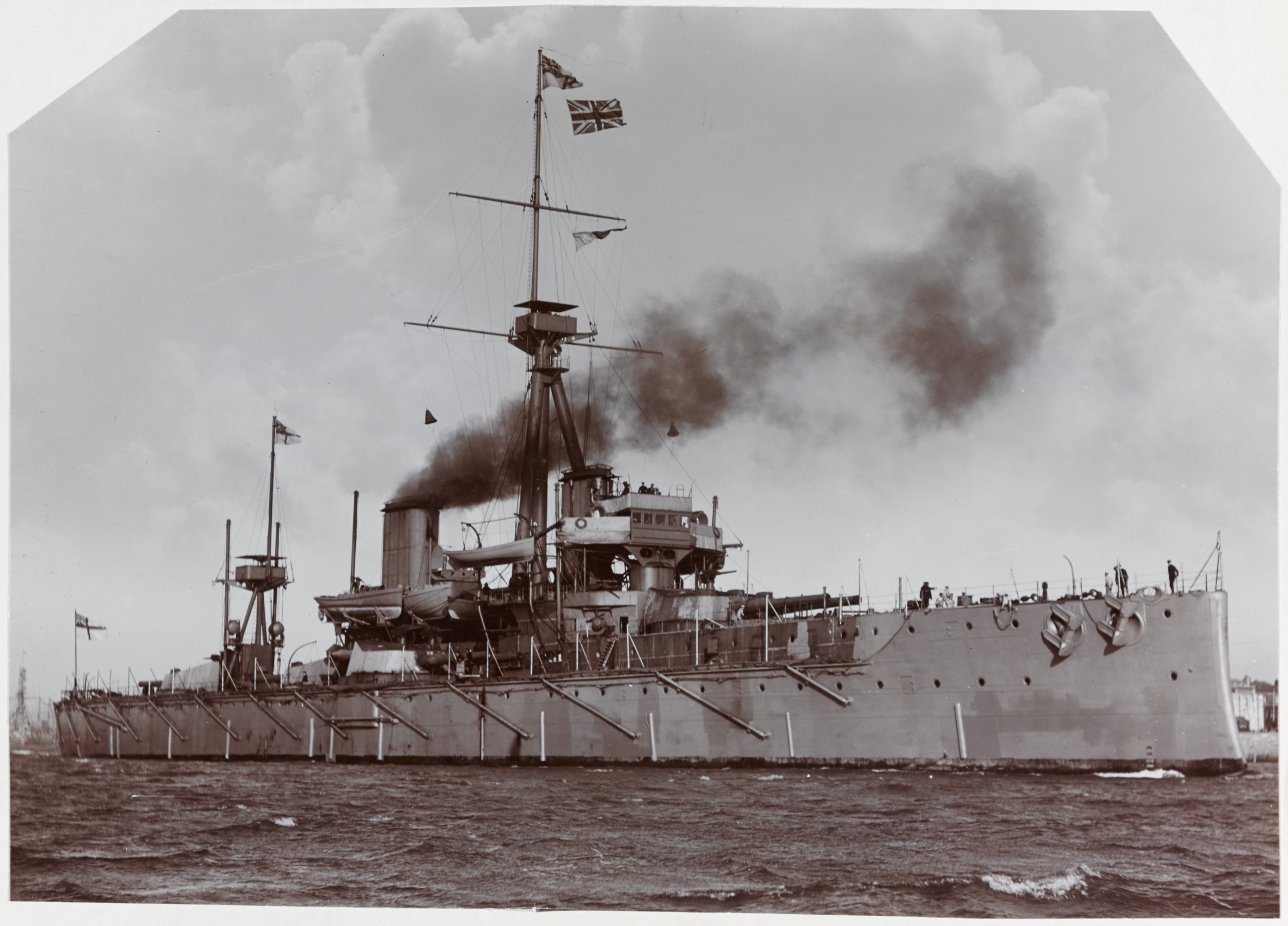
영국 전함 HMS 드레드노트, 1906년

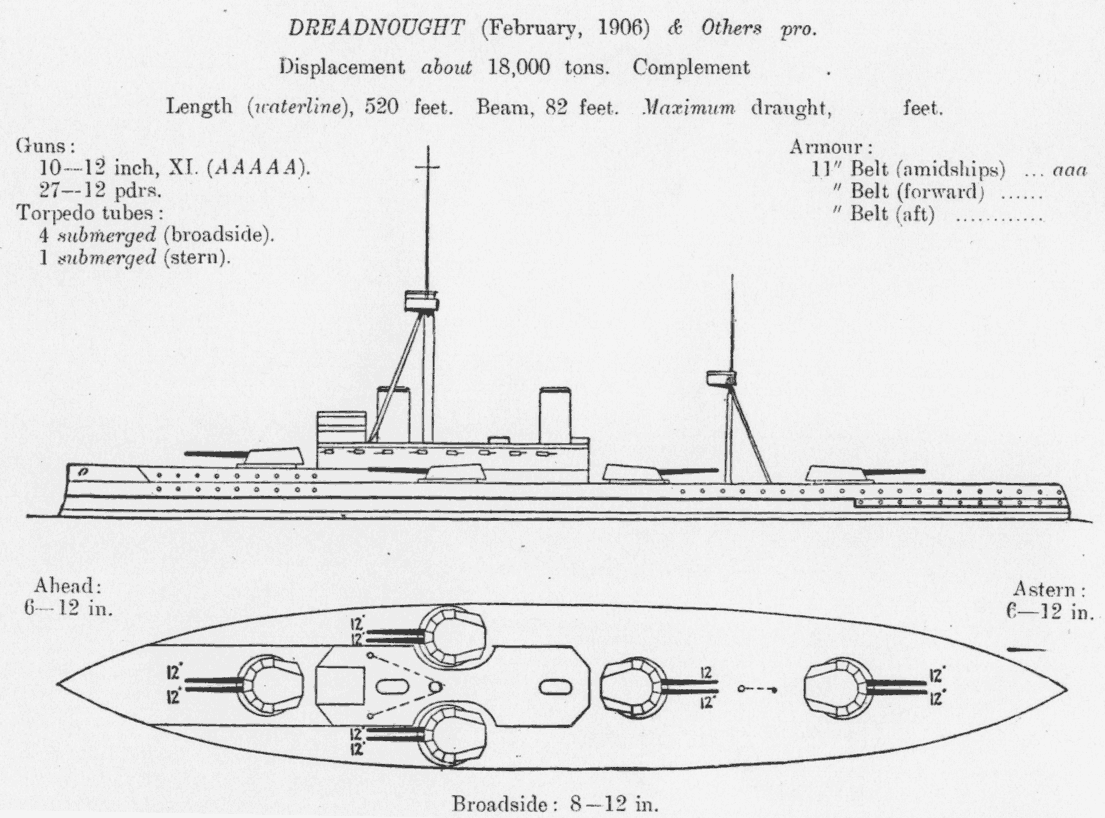
HMS 드레드노트의 상세도
JANE'S FIGHTING SHIPS 1906-07, Fred T. Jane 편집, Sampson Low, Marston, 1906

드레드노트(dreadnought)는 20세기에 널리 제작된 전함의 형태로, 노급전함(弩級戰艦)이라고도 한다. 1906년에 건조된 혁명적인 HMS 드레드노트를 따라 설계된 '드레드노트' 전함들은 거포만을 실어 이전의 전함과는 구별되었다.
HMS 드레드노트가 진수된 수 년 내에, 각국 해군은 그 설계에 영향을 받은 배를 제작하였다. 영국의 기술 우위와 재키 피셔 제독의 의지로 탄생한 '드레드노트' 전함들은 우연한 것이 아니었다. 거포만 장착한 배는 수 년간 사용되고 있었고, 일본은 1902년에 거포만 장착된 전함을 제작하였다. 드레드노트의 등장은 새로운 군비 경쟁을 촉발시켰고, 특히, 영국과 독일간에 그러했다. 새로운 종류의 전함은 세계에 퍼져, 국력의 결정적인 상징이 되었다.
급속도의 기술적인 발전은 드레드노트 시대를 통해 계속되었으며, 무장, 장갑, 탄약이 단계적으로 변하였는데, 이는 드레드노트의 취역 이후 10년 후에는 더욱 강력한 배들이 건조되고 있음을 의미하였다. 이러한 더욱 강력한 배는 수퍼 드레드노트(초노급전함)로 알려졌다.
드레드노트 함대간의 유일한 전투는 유틀란트 해전으로, 영국의 계속되는 전략적 점유를 반영한 결말이 나지 않은 충돌이었다. 대부분의 드레드노트 전함은 제1차 세계대전이 종료된 후에 폐기되거나 침몰되었고, 가장 발전된 수퍼 드레드노트 전함은 제2차 세계대전까지 활동하였다.
"드레드노트"는 제1차 세계대전 후에는 사용되지 않았으나, 이후의 모든 전함은 드레드노트의 일부 특성을 갖고 있다.

## 배경

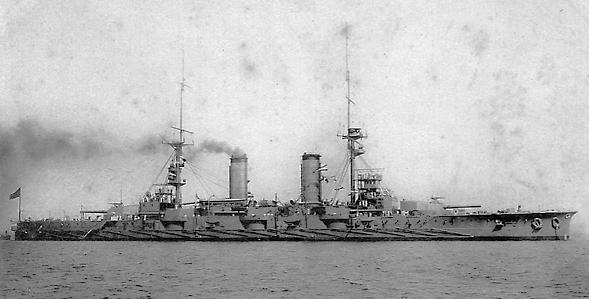
일본 해군의 '사츠마(薩摩)'호
거포만 장착된 최초의 전함이다.

드레드노트의 구별되는 특징인 거포로만 탑재된 설계는 각국의 해군에서 거의 동시에 진행되었다. 1904년 일본 해군은 12문의 12인치 대포가 장착된 '사츠마'의 건조를 결정하였으며, 1905년 5월에 건조되었다. 영국 해군은 1905년 HMS '드레드노트'의 설계를 시작하였고, 1905년 10월에 건조되었다. 미합중국 해군은 1905년 3월, 8문의 12인치 대포가 장착된 USS '미시건'호의 건조를 결정하였으며, 1906년 5월에 건조되었다. 어쨌거나, 이러한 배들의 개발에 대한 정확한 배경은 해군 역사가들 간에 이견이 있다.

### 전 거포 탑재(All-Big-Gun) 설계
1890년대의 전함 설계는 전노급전함으로 알려진 형태로 고정되었다. 대부분의 전노급 전함들은 주로 전형적인 4문의 대포 - 전형적으로 12인치 구경의 대포가 1쌍으로 된 포탑 - 가 전후에 탑재되었다. 이들은 2차 무장으로 4.7 ~ 7.5인치(12 ~ 19 cm)의 6문 ~ 18문의 대포와 추가로 일정 범위의 소화기를 보유했다. 전노급 전함들은 3단팽창식의 증기 기관으로 동력이 공급되었고, 18 ~ 19노트의 속력을 낼 수 있었다.
전노급 전함은 흘수선에, 장갑 갑판, 석탄 창고에 두꺼운 장갑띠가 부력과 무기고를 보호하도록 조합되어 있었다.
1902년 이후로, 다수의 거포를 탑재하는 설계가 미국, 이탈리아 등 각국에서 제안, 연구되었다.
영국 해군에서도 이러한 경향이 있었으며, '킹 에드워드 7세'급 전함이 1903년 이후로 진수되었는데, 이들은 4문의 9.2인치(234mm)포, 4문의 12인치포와 함께 10문의 6인치포를 탑재하고 있었다. 1904년 ~ 1905년, '넬슨 급(Lord Nelson class)' 전함에서는, 길이와 선폭의 제한으로 배 중앙부의 9.2인치 포탑이 2문에서 1문으로 변경되어, 4문의 12인치포, 10문의 9.2인치포가 장착되었고, 6인치포는 설치할 수 없게 되어 설계를 담당한 J.H.나베스(Narbeth)는 대안으로 12문의 12인치포를 제안하기도 하였다.

### 장사정포
전노급 전함(Pre-dreadnought)은 선박 파괴용의 거포와 적선의 무장이 약한 부분을 파괴하기 위한 보조 무장을 갖추고 있었으며, 1890년대의 해전에서 유효하게 사용되었다.
1900년대 초, 영국과 미국의 제독은 장래의 전함은 1890년보다는 먼 거리에서 전투를 벌일 것을 예상하고 있었다. 1900년, 영국 해군의 지중해 함대를 지휘하던 존 피셔는 6인치포로 6천 야드(약 5,500미터)에서 포술을 실습하였다.
단거리에서 경포(輕砲)는 명중률이 좋았고, 발사 속도도 매우 빨랐다. 하지만 거리가 늘어남에 따라 경포의 명중률은 대구경포보다 급감했다. 경우에 따라서는 주무장으로 여러 구경의 대포가 섞인 배를 건조하기도 하였다.

### 첫 드레드노트 전함의 건조

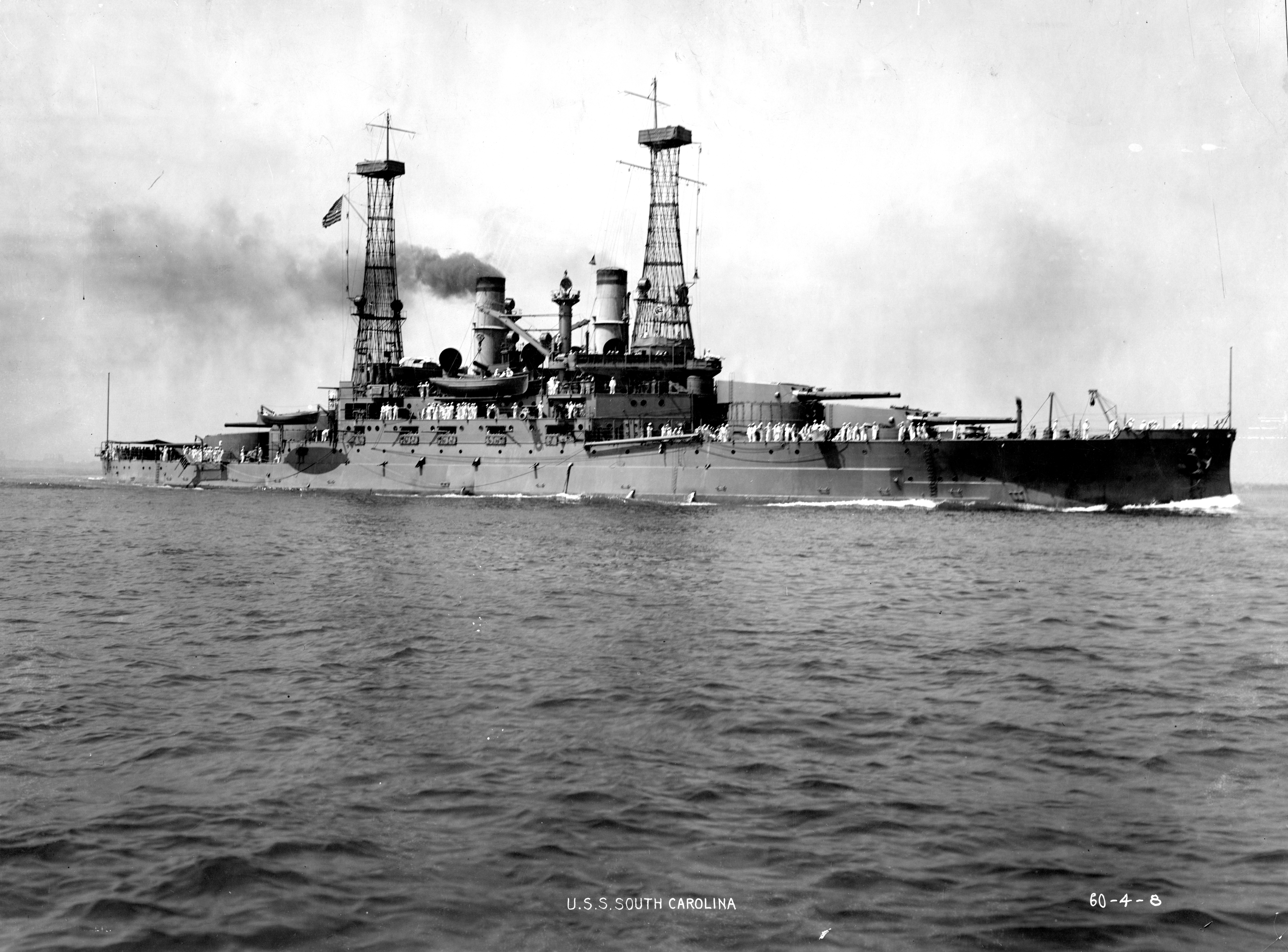
미국의 '사우스 캐롤라이나'호

1905년 1월, 피셔(Fisher)에 의해 영국 해군 설계 위원회가 처음으로 열렸다. 범위내의 설계, 특히 포탑의 배열에 관한 고찰을 거친 후, 위원회는 10문의 12인치포를 주포로 하고 보조 화력으로 27문의 3인치(76 mm)를 탑재한 설계로 결정하였다. 영국 해군은 혁신적인 화력에 만족하지 않고, 대형 전함에는 사용된 적이 없었던 증기 터빈 추진을 도입하였다. 터빈은 21노트(시속 39 km)를 보장하였는데, 전형적인 전노급 전함과 다른 주력함보다 2 ~ 3노트(시속 4 ~ 6 km) 앞서게 되었다는 것은 전략적으로 중요한 강점이었다.
건조는 주목할 만한 속도로 진행되었다. 용골이 1905년 10월 2일 놓였으며, 1906년 2월 10일 진수, 1906년 10월 3일 완성되었다. 새로운 함선은 '드레드노트'라 명명되었다.
미국의 첫 드레드노트함은 8문의 12인치포가 설치된 '사우스 캐롤라이나급 전함'이다. 1905년에 계획되었으나 천천히 진행되어 1906년 12월 2척의 배가 건조되었다.

## 설계

### 무장

드레드노트함의 주포 운영
영국의 초노급함에 사용된 15인치포 참조

드레드노트를 정의하는 특징은 '전 거포 탑재'(all-big-gun) 무장이다. 다수의 거포를 탑재하며, 주포의 숫자와 크기는 변경될 수 있다. HMS 드레드노트도 10문의 12인치포를 탑재하였다. 12인치포는 전노급 전함의 표준으로, 제1세대 드레드노트 전함에도 이어졌다. 다만, 독일 해군은 11.1인치포를 당분간 사용하기도 하였다. 주포의 위력은 시간에 따라 증대되었다.
주포의 위치는 전함에 따라 달랐다. '드레드노트'와 뒤이은 영국의 전함들은 5기의 포탑을 장착하였는데, 중앙으로는 정면에 1기, 후미에 2기, 상부구조물의 양옆(wing)에 2기가 놓였다. 이러한 배치는 4기의 포탑(8문의 대포)으로 현측 사격을 가능하게 하였다. 양옆에 포탑을 배치하면 앞면과 뒷면의 포탑처럼 각도상으로 사격에 좋은 조건을 갖고 있다는 장점이 있으나, 양쪽이 중복되므로 중량과 공간을 낭비한다는 단점이 있다. 최초의 독일 드레드노트함은 1기의 포탑이 앞과 뒤, 2기의 포탑이 상부구조물의 양편에 각각 놓인 '6각형' 배치를 채택하였다. 이는 더 많은 수의 대포가 탑재될 수 있음을 의미했으며, 동시에 양쪽으로는 4기의 포탑만이 사격이 가능함을 의미했다. 1900년대 초기의 해군의 전술은 전선(戰線)을 이용하였으며, 측면에 대한 비중은 전투함의 중요한 특성 중의 하나였다.
최소의 대포로 최대의 측면 화력을 얻기 위한 일련의 노력으로 다양한 형태로 대포가 배치된 전함들이 제작되었다. 무장의 배치와 편리성으로 가장 화제가 된 것은 포탑에 3문 또는 4문의 대포가 장착된 킹 조지 5세와 콜로라도였다.

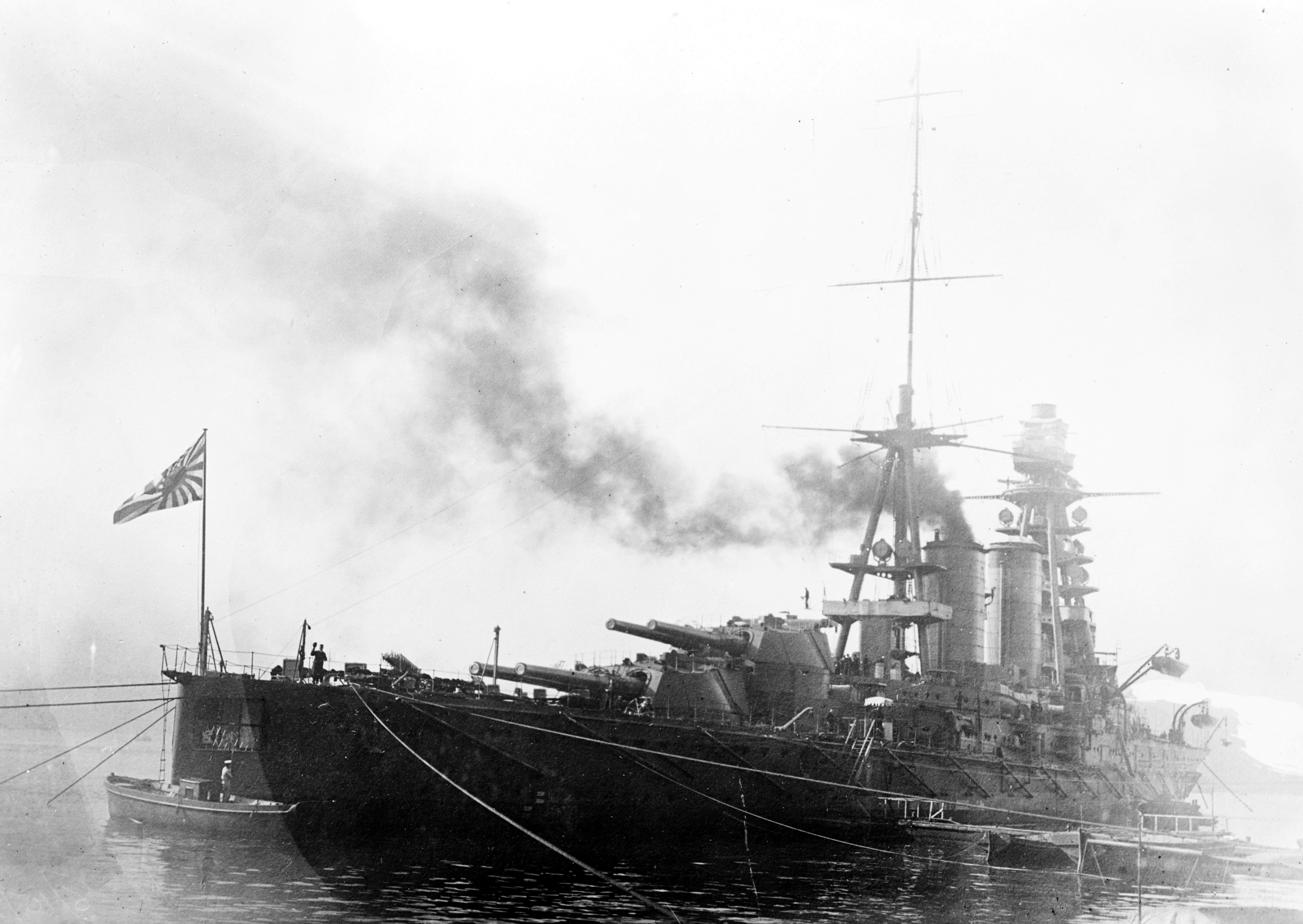
일본 해군의 '나가토'함. 1917년 건조.

대포의 구경은 제1차 세계대전 중의 초노급함에서 증가되었다. 영국 해군은, 1910년 건조된 '오리온'급 전함에 10문의 13.5인치포를 중앙선에 배치하였고, 1913년의 '퀸 엘리자베스'급 전함에는 8문의 15인치포를 사용하였다. 모든 나라의 해군에서 대포의 구경은 증가되었고, 대신 포의 숫자는 대체로 감소되었다. 적은 수의 대포를 필요로 했다는 것은, 이들의 배치에 대한 중요성이 덜해졌음을 의미하며, 대포가 중앙에 놓이는 것이 전체적인 표준이 되었다. 세계대전 말에는 1917년 일본 해군 '나가토'의 16인치포, 영국 해군 'N2'급 전함의 18인치포가 등장한다. 이들 대포의 구경은 대형 전함의 건조를 금지한 워싱턴 협정, 제2차 런던 해군 군축 협정에 의해 제한되었다.

### 장갑
드레드노트는 가장 중요한 영역에 두꺼운 철장갑을 둘러 보호하였다. 전함같은 장갑한 군함은 총력전에서만 유용했는데, 전함은 수 차례의 예상가능한 가장 공격을 버티고 반격이 가능해야 했다. 보호해야 할 가장 중요한 곳은 엔진, 주포와 탄약고였다. 탄약고에는 한 발만 명중하더라도 배 전체가 폭발할 수 있고, 엔진이 손상을 입으면 전함이 움직일 수 없어 전술적으로 쓸모없어지기 때문이다. 이제 드레드노트의 설계에 있어서의 문제점은 배의 속도를 늦추지 않도록 가급적 가벼운 장갑으로 가장 효율적인 방어를 하는 것이었다.
드레드노트는 기존 전함의 4~5천 미터에 비해 원거리에서의 전투를 염두에 두고 만들어졌으나, 초기 드레드노트급들이 상정한 9천 미터 이하의 거리에서 대포는 이전과 마찬가지로 매우 평탄한 탄도를 가진다. 이 때문에, 초기 드레드노트의 장갑은 흘수선(吃水線)을 둘러싼 두터운 띠에 집중되었다. 드레드노트함의 경우, 그 두께는 11인치에 달하였다. 띠 뒷편으로는 기관의 공간을 보호하기 위해 배의 석탄창고가 놓여 있었다. 상부구조물에 명중하여 폭발하는 포탄의 파편으로부터 내부를 보호하기 위해, 그보다 얇은 장갑판이 배의 갑판에 사용되었다. 드레드노트는 두 갑판의 장갑은 2.5인치였다.
초기 드레드노트의 방호 설계의 최후의 요소는 흘수선 아래의 배를 여러 개의 방수 구획으로 분할하는 것이었다. 선체가 포격, 기뢰, 어뢰, 또는 충돌로 구멍이 났을 때, 이론적으로는 한 구역만 물이 차고 배는 살아남을 수 있다. 이러한 예방조치가 효과를 얻기 위해서, 여러 드레드노트함들은 수면하의 구획들 사이에 해치(hatch)가 없었다. 그렇더라도, 침수가 해면하의 구획으로 퍼진 예는 몇 건 있었다.

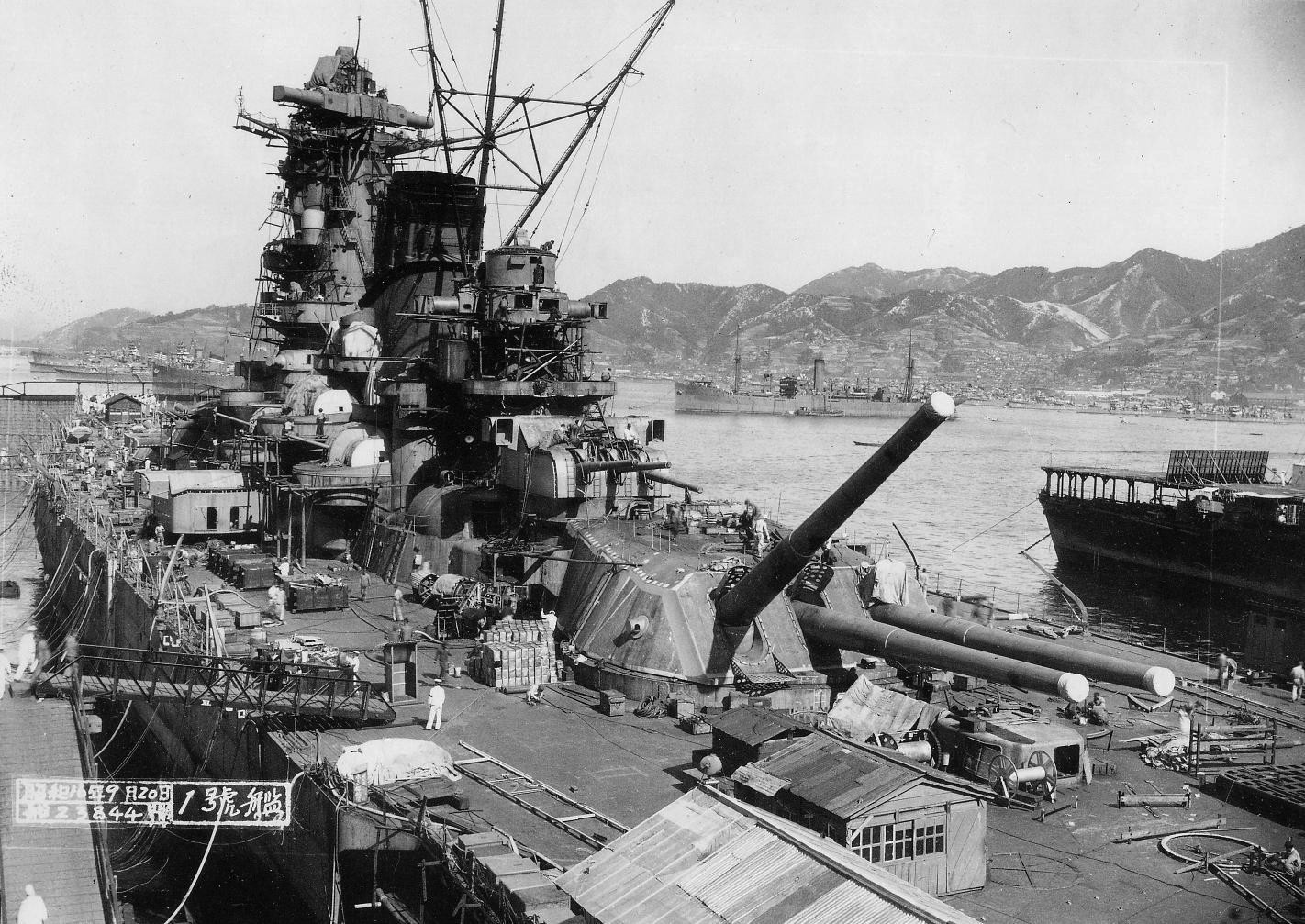
건조중인 '야마토'함. 1941년 9월 20일

드레드노트함이 발달하는 동안, 장거리 사격에서 낙하하는 포탄, 항공기로부터 투하되는 폭탄, 어뢰와 기뢰 등의 증대하는 위협에 대처하기 위해 장갑의 설계는 변화되었다.
장거리 포격과 폭탄 투하의 위협은 장갑 갑판이 더욱 두꺼워져야 함을 의미했으며, 갑판의 방호는 장갑띠보다도 빠르게 증가하였다. 예를 들면, 일본의 전함 야마토는 장갑띠의 두께가 드레드노트함의 11인치에 비해 16.5인치였는데, 갑판은 드레드노트함의 2인치에 비해 9인치였다. 장갑띠는 낮은 각도에서의 포탄에 대비할 수 있도록 안쪽으로 경사지게 되어 있었다..
드레드노트 방어의 또 다른 발전은 어뢰 벌지와 어뢰 벨트였다. 이들은 기뢰나 어뢰에 의한 해수면 아래의 손상을 막기 위한 시도였다.

### 추진력

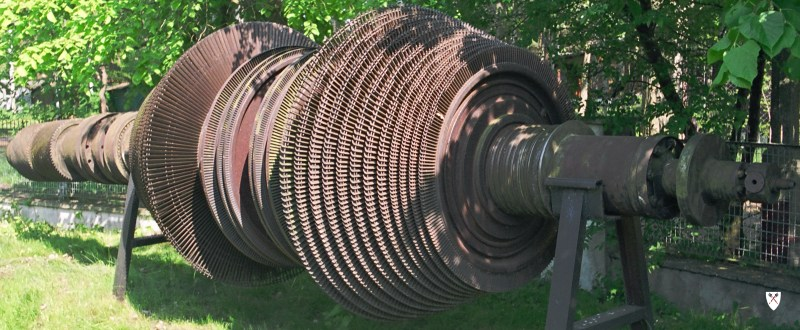
폴란드 해군 구축함 '위처'의 증기 터빈 날개

드레드노트함은 2개 또는 4개의 스크루 추진기에 의해 추진된다. HMS 드레드노트와 영국의 드레드노트 함들은 증기 터빈으로 구동되는 스크루축이 있었다. 어쨌든, 터빈은 매우 실험적인 기술이었기에, 다른 나라에서 제조된 1세대 드레드노트들은 전노급 전함의 표준이었던 더 느린 3단 팽창식의 증기 엔진을 사용하였다. 하지만, 수 년 내에 터빈은 새로운 전함 제조의 표준이 되었다.
터빈은 이전의 증기 엔진보다 힘이 좋았고, 신뢰할 수 있었다. 하지만, 터빈은 저속이나 순항속도에서 연료 효율이 좋지 않았다. 그 해결을 위해, 일부에서는 증기 터빈이 전력을 생산하여 프로펠러를 구동하는 방식의 터보-전기 구동을 선택하기도 했다. 그리고, 마침내는 고속에서 높은 효율을 얻기 위해 기계적인 방법을 이용한 전동(기어) 터빈을 사용하기도 했다.
초기 드레드노트는 터빈에 증기를 공급하는 보일러를 데우기 위해 석탄을 사용하였다. 석탄은 초기의 증기 전함 때부터 사용해 왔으나, 여러 단점이 있었다. 배의 석탄 창고에 석탄을 채워 넣고 보일러에 공급하는 것은 힘든 일이었고, 보일러는 재로 막혔다. 석탄은 두터운 검은 연기를 만들어 내어 함대의 위치를 알렸다. 게다가, 석탄은 부피를 많이 차지하고 열효율이 상대적으로 낮아 해군은 지구 곳곳의 전략적인 지점에 석탄 공급 기지를 두어야 했다. 이에 대한 통제는 해상 전투를 불러일으켰다. 이를 대체한 석유는 조선 기사와 해군 장교 모두에게 바다에서의 많은 이점을 제공하였다. 석유는 연기가 적었고, 배가 공격당할 가능성을 줄였다. 석유는 보일러에 자동적으로 공급될 수 있었고, 연료 효율이 높았으며, 석탄보다 적은 공간을 차지했다. 같은 부피에서는 더 많은 연료를 실을 수 있었고, 이는 순항거리를 눈에 띄게 늘어나게 했다. 유일한 문제는, 미국을 제외한 모든 나라가 석유를 수입해야 했다는 것이었다. 석유의 장점은 단점과는 비교되지 않았고, 얼마 지나지 않아 모든 전함은 석유를 사용하게 되었다.

## 건조
1897년 영국 해군은 62대의 전함이 취역 중이었거나 건조 중이었고, 프랑스에 26대, 독일에 50대 정도 앞서있었다. 1906년 11월, '드레드노트'에는 어느 누구도 도전하지 않았다. 새로운 함급은 심각한 전략적 경제적 중요성과 함께 새로운 군비경쟁을 촉발시켰다. 주요 해상 세력들은 스스로의 드레드노트를 제작하여 영국을 따라잡으려 하였다. 현대화된 전함을 소유하는 것은 단지 해군력에만 중요한 것이 아니었으며, 오늘날의 핵무기와 같이 국가의 세계에서의 위상을 나타내었다. 독일, 프랑스, 러시아, 이탈리아, 오스트리아와 미국은 모두 드레드노트를 계획하기 시작하였다. 그리고, 다음 등급의 터키, 아르헨티나, 브라질, 칠레도 영국과 미국의 작업장에 드레드노트의 제작을 위임하였다.

## 같이 보기
- HMS 드레드노트 (1906년)
- 전노급전함
- 전함
- 유틀란트 해전
- 제1차 세계 대전
- HMS 드레드노트 (S101) - 영국 최초의 핵잠수함

## 참고 문헌 및 링크
- (영어) 제1차 세계대전의 영국·독일의 드레드노트함

- 계간, 밀리터리클래식 편집부 (2011). 《세계의 전함 1939-1945》. 과천, 경기도: 이미지프레임. 140쪽. ISBN 978-89-6052-161-2.
- Appel, Erik;  외. (2001). 《Finland i krig 1939-1940 - första delen》 (스웨덴어). Espoo, Finland: Schildts förlag Ab. 261쪽. ISBN 951-50-1182-5.
- Archibald, E. H. H. (1984). 《The Fighting Ship in the Royal Navy 1897-1984》. Blandford. ISBN 0-7137-1348-8.
- Axell, Albert;  외. (2004). 《Kamikaze - Japans självmordspiloter》 (스웨덴어). Historiska media. 316쪽. ISBN 91-85057-09-6.
- Brown, D. K. (2003). 《Warrior to Dreadnought: Warship Development 1860-1905》. Book Sales. ISBN 978-1-84067-529-2 |isbn= 값 확인 필요: checksum (도움말).
- Brown, D. K. (2003). 《The Grand Fleet: Warship Design and Development 1906-1922》. Caxton Editions. 208쪽. ISBN 978-1-84067-531-3.
- Brunila, Kai;  외. (2000). 《Finland i krig 1940-1944 - andra delen》 (스웨덴어). Schildts förlag Ab. 285쪽. ISBN 951-50-1140-X.
- Corbett, Sir Julian (1994). 《Maritime Operations In The Russo-Japanese War 1904-1905》. Naval Institute Press. 1072쪽. ISBN 1-55750-129-7.
- Gardiner, Robert (Ed.) and Gray, Randal (Author) (1985). 《Conway's All the World's Fighting Ships, 1906-1921》. Naval Institute Press. 439쪽. ISBN 978-0-87021-907-8.
- Gardiner, Robert (Ed.) (1980). 《Conway’s All the World’s Fighting Ships, 1922-1946》. Conway Maritime Press. ISBN 0-85177-146-7.
- Gardiner, Robert (Ed.), Lambert, Andrew (Ed.). 《Steam, Steel and Shellfire: The steam warship 1815-1905 - Conway's History of the Ship》. Book Sales. 192쪽. ISBN 978-0-7858-1413-9.
- Gibbons, Tony (1983). 《The Complete Encyclopedia of Battleships and Battlecruisers - A Technical Directory of all the World's Capital Ships from 1860 to the Present Day》. Salamander Books Ltd. 272쪽. ISBN 0-517-37810-8.
- Greger, René (1993). 《Schlachtschiffe der Welt》 (독일어). Stuttgart, Stuttgart: Motorbuch Verlag. 260쪽. ISBN 3-613-01459-9.
- Ireland, Bernard and Grove, Eric (1997). 《Jane's War At Sea 1897-1997》. Harper Collins Publishers. 256쪽. ISBN 0-00-472065-2.
- Kennedy, Paul M. (1983). 《The Rise and Fall of British Naval Mastery》. London. ISBN 0-333-35094-4.
- Massie, Robert (2005). 《Castles of Steel - Britain, Germany and the Winning of the Great War at Sea》. Pimlico. ISBN 1-84413-411-3.
- Parkes, Oscar (1990). 《British Battleships》. 초판 Seeley Service & Co, 1957, 중판 United States Naval Institute Press. ISBN 1-55750-075-4.
- Sumida, Jon (1990년 1월). “British Naval Administration and Policy in the Age of Fisher”. 《The Journal of Military History》 (Society for Military History) 54 (1): 1~26.